# Маршалов, Александр Григорьевич
Алекса́ндр Григо́рьевич Маршалов (11 сентября 1928, с. Юсуповка, Тверская губерния, СССР — 1995, Россия) — старший машинист экскаватора управления механизации Красноярскгэсстроя Министерства энергетики и электрификации СССР, Герой Социалистического Труда (1971).

## Биография
Родился 11 сентября 1928 года в селе Юсуповка Тверская губернии (ныне Тверской области) в крестьянской семье. По национальности русский.
Окончив курсы машинистов-экскаваторщиков, в 1944 году начал работать, с 1947 года трудился экскаваторщиком на строительстве Алма-Атинской ГЭС в КазССР, затем Горьковской ГЭС на Волге, Мингечаурской ГЭС — на реке Кура в Азербайджане, участвовал в сооружении ГЭС в Афганистане.
С 1956 года до приёмки государственной комиссией Красноярской ГЭС трудился в Управлении механизированных работ Красноярскгэсстроя, заменив на специально подготовленном экскаваторе ручной труд (ломами и отбойными молотками) на разработке скального грунта. Был одним из первых рационализаторов, применившим на экскаваторе УЗТМ-4,6 приспособление, получившее название «обратная лопата».
Указом Президиума Верховного Совета СССР от 20 апреля 1971 года «за выдающиеся успехи в выполнении заданий пятилетнего плана, внедрение передовых методов труда и достижение высоких технических и производственных показателей» удостоен звания Героя Социалистического труда с вручением ордена Ленина и золотой медали «Серп и Молот».
В 1973 году устроился на строительство Саяно-Шушенской и Майнской ГЭС: прокладывал автодороги, отсыпал и разбирал перемычки. За ударный труд при строительстве Саяно-Шушенской ГЭС был награждён вторым орденом Ленина.
В 1988 году вышел на заслуженный отдых, умер в 1995 году.
Награждён 2 орденами Ленина (20.04.1971, 16.10.1979), орденом «Знак Почёта» (04.10.1966), медалями, а также 4 знаками «Отличник энергетики и электрификации СССР».